# Торано Нуово
Торано Нуово (итал. Torano Nuovo) је насеље у Италији у округу Терамо, региону Абруцо.
Према процени из 2011. у насељу је живело 751 становника. Насеље се налази на надморској висини од 233 м.

## Становништво
Према резултатима пописа становништва 2011. у општини је живело 1.658 становника.
| 1931. | 1936. | 1951. | 1961. | 1971. | 1981. | 1991. | 2001. | 2011. |
| ----- | ----- | ----- | ----- | ----- | ----- | ----- | ----- | ----- |
| 2.119 | 2.190 | 2.160 | 2.037 | 1.672 | 1.629 | 1.712 | 1.684 | 1.658 |

## Партнерски градови
- Cacabelos